# Paleozjorská vodní elektrárna
Paleozjorská vodní elektrárna (rusky Пальеозёрская ГЭС ) je vodní dílo na řece Suna v Karelské oblasti v Rusku. Kromě výroby elektrické energie slouží k odvodu řeky Suny pro zpracování Kondopožskou elektrárnou.

## Geografická a hydrologická charakteristika
Řeka Suna na své cestě překonává více než dvacet výrazných prahů, vzniklých zdoláváním čtvrtohorních ledovcových nánosů. Asi 50 km od svého ústí naráží na prekambrijské vyvřelé horniny, které byly později geology označeny jako pozůstatky obrovského vulkánu zvaného Girvas s předpokládaným stářím přes dvě miliardy let. Na povrchu těchto hornin, které patří mezi nejstarší horniny na zemském povrchu vůbec, vytvářela řeka jedny z nejmohutnějších vodopádů v Rusku, nazvaných Girvas a Poor-Porog. Když byl v roce 1915 schválen projekt výstavby vodní elektrárny v Kondopoze, požadující převedení řeky Suna do jezera Sandal, bylo jako místo určené k odklonu řeky určeno právě místo nad vodopády. Zde bylo přírodní koryto řeky Suna přehrazeno a nadržená voda byla odvedena údolím potoka Girvas proti jeho toku do jezera Palje. Hltnost turbín Kondopožské elektrárny byla navržena s ohledem na průměrný průtok řeky Suna nad vodopády. Tím věhlasné vodopády přišly o vodu a staly se po většinu roku vyschlými skalnatými koryty.
Odtokový koeficient povodí se pohybuje v rozmezí 9-10 l/s.km−2, poměr sněhových a dešťových srážek je vyrovnaný. Jarní povodeň zimního typu je zcela pravidelná a zaručuje vysokou vodnatost vodopádů pravidelně ve druhé polovině května. Průměrný průtok řeky Suna nad vodopády Girvas je 60 m3/s.

## Historie
Projekt převodu řeky Suna do jezera nad městem Kondopoga pochází z roku 1915 a jejím autorem je slavný ruský konstruktér a stavitel Henrich Graftio. Jeho realizaci lze rozdělit na tři etapy.
1. Přehrazení řeky Sandalka u sídla Sopocha u jejího výtoku z jezera a vybudování Kondopožské elektrárny zpracovávající pouze přirozený průtok z povodí jezera Sandal. Tyto práce byly realizovány v rozmezí let 1915–1929 a jejich zakončením je zprovoznění prvního soustrojí v Kondopoze.
2. Převod vod řeky Suny do jezera Sandal a zpracování jejího průtoku druhou generací turbín v Kondopžské elektrárně. Tyto práce probíhaly v letech 1930 až 1941. V tomto období byly vybudovány nepropustné hráze Vagan a Tojkary a přehrada Girvas s propustmi na původním korytu Suny. Potřebné navýšení spodní hladiny zajistila zemní sypaná hráz u sídla Navda.
3. Vybudování dalšího energetického stupně v místě převodu řeky Suny do jezera Palje. Práce byly realizovány v letech 1950 až 1954.

## Popis a parametry vodního díla

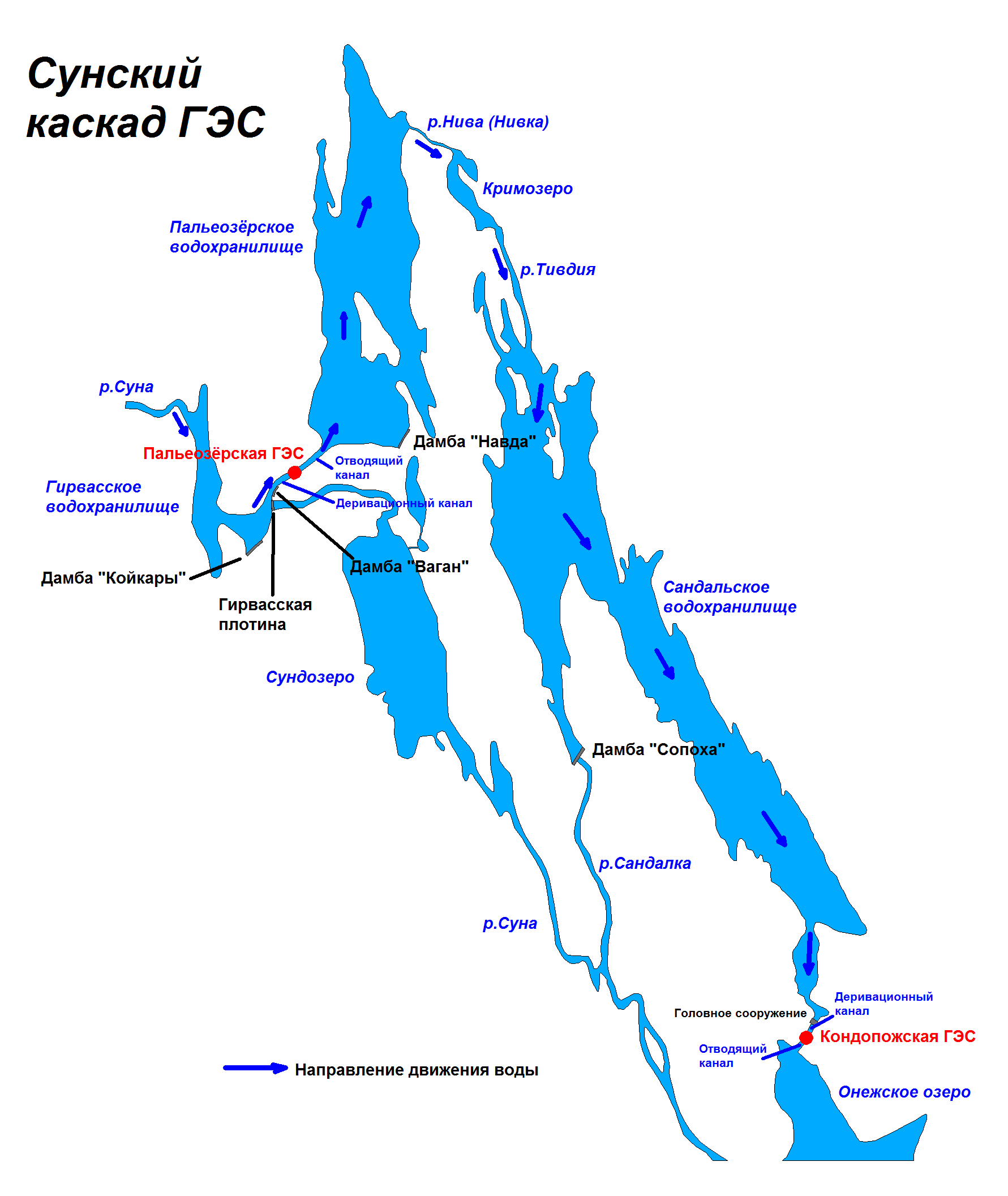
Vodní cesta Sunské kaskády

### Řízení vodního toku
Převod řeky Suny je uskutečněn jejím vzedmutím soustavou hrází v oblasti nad kaňonem vodopádů Girvas. Zemní sypaná hráz Kojkary o délce 623 m zamezuje odtoku do údolí z převýšené hladiny na západ od vodopádů, hráz Vagan o délce 1 280 m tvoří zároveň pravý břeh derivačního kanálu. Přehrazení samotného kaňonu zajišťuje železobetonová Girvaská přehrada o délce 103 m s propustmi o celkové hltnosti 700 m3/s. Derivační kanál vznikl v původním korytu potoka Vagan-oj a je schopen přivádět 287 m3/s. Voda dále proudí k turbínám elektrárny a při přesahu hltnosti turbín může být 200 m3/s přepuštěno po přírodním přepadu hrany vulkánu Girvas při levém břehu vodní cesty. V případě přepouštění vody je místo navštěvováno turisty a nazýváno Nový Girvas. Čas přepouštění je oznamován v místních médiích. Horní hladina vodní cesty se nazývá Girvaská vodní nádrž a zahrnuje v sobě původní úzká jezera Viškozero, Suchoje, Lavalampi a Kodanlampi. Celková plocha nádrže o délce 18 km a největší šířce 2,1 km je 18 km2.
Do jezera Palje voda přitéká Pioněrným kanálem, který vznikl vymletím koryta potoka Lukan-oj vodami převedené řeky a následným vybagrováním.

### Elektrárna
Přívod vody k budově elektrárny zajišťuje dvojité ujímané potrubí, s počátečním průměrem 5,5 m a koncovým průměrem 4 m o celkové délce 19 m. Potrubí je umístěno ve skalnatém loži se zemní obsýpkou. Na celkovém spádu 28 m pracují dvě vertikální Francisovy turbíny švédského výrobce NOHAB o hltnosti 2 x 43,5 m3/s o výkonu 2 x 12,5 MW. Rotory turbín podle švédské dokumentace vyrobily strojírny v Leningradu. Elektrickou energii do sítě předávají dvě linie 110 kV a jedna 35 kV.